# 최석정 초상 및 함
최석정 초상 및 함(崔錫鼎 肖像 및 函)은 충청북도 청주시 상당구 명암동, 국립청주박물관에 있는, 조선시대 최석정(崔錫鼎, 1646-1715)의 초상화 및 함이다. 2017년 5월 8일 대한민국의 보물 제1936호로 지정되었다.

## 개요
최석정(崔錫鼎, 1646-1715)은 조선 후기 문신으로 본관은 전주, 자는 여시(汝時), 여화(汝和), 호는 존와(存窩), 명곡(明谷)이다. 최석정은 윤증(尹拯), 남구만(南九萬) 등과 함께 소론(少論)의 영수로 활약하면서 모두 8차례의 영의정을 지내며 정계와 사상계의 중요한 역할을 담당하였다.
이 작품은 오사모에 녹색 관복단령을 입고 두 손을 소매 속에 모아 잡은 채 교의에 앉아 있는 전신좌상이다. 의좌에는 표범가죽을 걸쳤고 화문석이 깔린 족좌대(足座臺) 위에 흑피혜(黑皮鞋)를 신은 두 발을 올렸다. 쌍학흉배(雙鶴胸背)에 정1품의 품계를 지닌 관료만이 맬 수 있는 서대(犀帶)를 착용하였다. 안면부는 선으로 이목구비의 윤곽을 그린 뒤, 선묘에 붙여 미세한 색감을 가미하는 선염법으로 채색하였다. 선묘는 얼굴 전체의 입체감을 고려하여 최소화하였으며, 기본적으로 선염에는 서양화법에서 유래된 음영법이 적용되었다.
이 초상화는 정확한 제작연대를 알 수는 없지만, 최석정이 사망하기 전에 초본이 제작되었고 이를 기초로 정본이 만들어졌으므로 그의 사망 전후인 18세기 초엽으로 추정할 수 있다. 전체적으로 17세기 공신도상에서 보이는 다소 경직되고 괴체감이 두드러지는 신체표현에서 벗어나 좀더 자연스러워지는 경향을 나타내기 시작하는 18세기 초엽 초상화의 드문 사례로서 중요한 작품이다. 조선 후기 정치사에서 중요한 역할을 하였으며 수학자로서 커다란 업적을 남긴 최석정이란 인물의 초상으로 의미있는 작품이다. 함(函)도 초상화와 함께 제작된 것으로 생각되므로 함께 지정․보호되어야 할 것으로 판단된다.

## 같이 보기
- 최석정

## 참고 자료
- 최석정 초상 및 함 - 국가유산청 국가유산포털